# Psychotria grandistipula
Psychotria grandistipula là một loài thực vật có hoa trong họ Thiến thảo. Loài này được Merr. miêu tả khoa học đầu tiên năm 1923.